# Curtiss F7C
Die Curtiss F7C Seahawk (Werksbezeichnung Model 43) war ein einsitziges Jagdflugzeug des US-amerikanischen Herstellers Curtiss Aeroplane and Motor Company aus den 1920er Jahren.

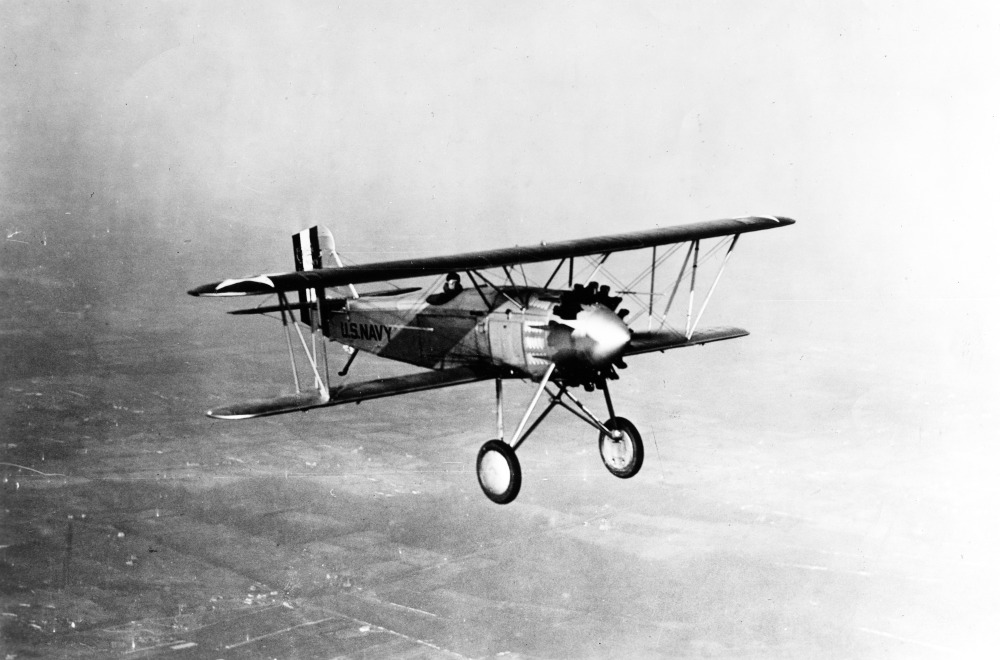
Die XF7C-1 im Flug

## Geschichte
Die Seahawk wurde für ein im Dezember 1927 stattfindendes Vergleichsfliegen für ein neues Schwimmer-Jagdflugzeug als Curtiss-Beitrag gebaut. Das siegreiche Baumuster sollte die Vought FU-1 ersetzen, die als Jagd-Katapultflugzeug auf Schlachtschiffen stationiert war. Daneben war aber auch von Beginn an eine alternative Verwendung als Landflugzeug vorgesehen. Konstruiert von Rex Beisel, der später bei Chance Vought für die Entwicklung der F4U Corsair verantwortlich war, unterschied sich die F7C deutlich von der vorangegangenen F6C-4. Sie hatte zwar mit dem 450 PS leistenden Pratt & Whitney R-1340B Wasp das gleiche Triebwerk, aber ähnlich der Curtiss Falcon Tragflächen mit konstanter Tiefe und einer Pfeilung der oberen Fläche. Neu waren die zwei jeweils an den Rumpfseiten zwischen der Fachwerkstruktur und der Stoffbespannung angebrachten Tanks, die auch zur Verbesserung der Aerodynamik beitrugen.
Den Prototyp erprobte die US Navy ab Februar 1927 sowohl als Rad- als auch als Schwimmerflugzeug unter der noch inoffiziellen Bezeichnung XF7C-1. Nach einem Unfall ersetzte man die Originaltragflächen (22,48 m²) durch die größeren Flächen der Serienausführung (25,54 m²). Der Beschaffungspreis des Prototyps betrug 82.450 US-Dollar.

## Verwendung
Die 17 für das US Marine Corps bestellte Serienexemplare mit der Bezeichnung F7C-1 wurden zwischen November 1928 und Januar 1929 abgeliefert. Diese waren nur als Landflugzeuge ausgerüstet, weil bereits bei der Bestellung das Konzept des Schwimmer-Jagdflugzeugs von der Marine aufgegeben worden. Sie unterschieden sich vom Prototyp hauptsächlich durch ein verstärktes Fahrwerk und das Weglassen des Propellerspinners. Alle F7C-1 wurden an die in Quantico stationierte Staffel VF-5M (später in VF-9M umbenannt) übergeben. Die Maschinen hatten keine Vorrichtungen für den Betrieb auf Flugzeugträgern. Die Dienstseriennummern waren BuNo A-7653 bis A-7670. Die letzte F7C-1 (A-7661) musterte die Marine im August 1933 nach einer Gesamtflugzeit von 934 Stunden aus. Die BuA-7655 wurde auch für Versuche mit einem Koaxialpropeller eingesetzt.
Der Prototyp BuA-7653 wurde hauptsächlich für experimentelle Zwecke eingesetzt. Die NACA nutzte ihn z. B. für Vergleichstests von NACA-Hauben. Mit Schwimmern ausgestattet gewann die Maschine 1929 die Curtiss Marine Trophy mit einer Geschwindigkeit von 260 km/h. Nach einer Gesamtflugzeit von 527 Stunden wurde sie im Mai 1932 ausgemustert.

## Technische Daten
| Daten                 | Kenngröße                                                      |
| --------------------- | -------------------------------------------------------------- |
| Besatzung             | 1                                                              |
| Länge                 | 6,88 m                                                         |
| Spannweite            | 9,34 m                                                         |
| max. Startmasse       | 1262 kg                                                        |
| Antrieb               | ein Sternmotor Pratt & Whitney R-1340 Wasp mit 450 PS (331 kW) |
| Höchstgeschwindigkeit | 250 km/h                                                       |
| Marschgeschwindigkeit | 241 km/h                                                       |
| Gipfelhöhe            | 6700 m                                                         |
| Reichweite            | 570 km                                                         |
| Bewaffnung            | 2 × 7,62-mm-MG                                                 |